# Maronitska stolnica sv. Jurija, Bejrut
Maronitska stolnica sv. Jurija (arabsko كاتدرائية مار جرجس للموارنة) je stolnica maronitske katoliške nadškofije v Bejrutu, nadškofije mesta Bejrut v Libanonu. Njena gradnja z neoklasicističnim pročeljem, notranjostjo in tlorisom, ki ga je navdihnila bazilika Santa Maria Maggiore, se je začela graditi leta 1884 in se končala leta 1894.
Stolnica je bila med libanonsko državljansko vojno močno prizadeta in obstreljena ter je bila oplenjena in uničena. Številna umetniška dela, ki so bila izropana, so bila nato najdena, vključno s slovito sliko Eugèna Delacroixa, ki prikazuje svetega Jurija, zaščitnika stolnice in nadškofije mesta Bejrut. Stolnica je bila obnovljena po koncu sovražnosti in jo je 24. aprila 2000 ponovno otvoril maronitski patriarh Nasrallah Boutros Sfeir.

## Lokacija
Cerkev sv. Jurija stoji v središču Bejruta. Je ena najpomembnejših verskih stavb v mestu. Tik ob njej je sunitska mošeja Mohameda Al-Amina. Približno osemdeset metrov severno je grška pravoslavna stolnica sv. Jurija Grške pravoslavne cerkve v Antiohiji.

## Gradnja
Stolnico sv. Jurija je zgradil monsinjor Joseph Debs, bejrutski nadškof, na mestu prejšnje cerkve, ki je bila prav tako posvečena istemu svetniku. Prejšnja stavba je bila zgrajena leta 1755, da bi služila bejrutskim maronitom. Dela so se začela leta 1884 z uporabo rimskih stebrov iz templja Deir El Qalaa v Beit Mery. Stavba je bila dokončana in posvečena na cvetno nedeljo leta 1894. Zgrajena po tlorisu bazilike z glavno in dvema stranskima ladjama, ločenima z dvema vrstama stebrov, ima stolnica fasado v neoklasicističnem slogu, ki jo je zasnoval italijanski arhitekt Giuseppe Maggiore. Notranjost je na splošno podobna tisti v Santa Maria Maggiore v Rimu.
Ladja je prekrita s kasetiranim stropom s pozlačeno in dvojno leseno konstrukcijo, prekrito z zlatimi listi na bež podlagi. Stene so okrašene s štukaturo in marmorjem. Nad glavnim oltarjem je baldahin s štirimi stebri. Zadaj, v koru, je katedra (škofovski prestol) bejrutskega nadškofa in stol, ki ga je uporabljal papež Janez Pavel II. med svojim pastoralnim obiskom v Libanonu leta 1997.

## Arhitektura
Maronitska stolnica sv. Jurija, ki jo je navdihnila bazilika Santa Maria Maggiore v Rimu, je bila zgrajena med letoma 1884 in 1894 in jo je otvoril škof Youssef Debs. Pred tem je maronitska skupnost v Bejrutu uporabljala majhno cerkev, ki je stala v bližini in je bila iz leta 1753. Leta 1954 se je inženir Antoun Tabet lotil obnovitvenih del znotraj stolnice. Prvotno načrtovana v obliki križa, so njen transept skrajšali in na obeh koncih dodali loke. Stolnica, ki je bila močno poškodovana med libanonsko državljansko vojno (1975–1990), je bila do leta 1997 popolnoma obnovljena in povrnila prvotno renesančno obliko. Slovesno so jo odprli aprila 2000. Pod preddverjem prizidka so odkrili in ohranili pomembne arheološke ostanke. Vključujejo helenistično strukturo, del rimske ulice s stebriščem Decumanus Maximus in osmansko obzidje.
19. novembra 2016 je bejrutski nadškof Paul Matar slovesno odprl nov zvonik, ki so ga gradili desetletje. Zvonik je visok 72 metrov; prvotni načrt je predvideval 75 metrov visok zvonik, ki bi se ujemal z višino zvonika bazilike Santa Maria Maggiore v Rimu. Po nadškofovih besedah je namen zmanjšanja višine, da bi bila enaka višini minaretov sosednje mošeje Mohameda Al-Amina, poslati sporočilo medverske solidarnosti in harmonije.
4. avgusta 2020 je bila stolnica poškodovana v bejrutski eksploziji, ki so raztrgale bejrutsko pristanišče. V Bejrutu je bil takrat velik kaos, ki je za seboj pustil brezdomne družine, raztresene hiše in ljudi brez zatočišča. Stolnico je močno prizadela eksplozija. Vrata in okna so bila počena in razpršena, vitraži skupaj z deformiranimi okvirji so bili raztreseni vsepovsod. Stolnica je trpela tudi zaradi poškodovane poševne strehe, kjer so bile opeke zlomljene ali napačno postavljene, izpostavljene razpoke pa so postale vidne na tramovih in marmoriranih površinah. Prizadet je bil tudi strop, kjer nekatere plošče niso bile na svojem mestu, visele so v zraku ali popolnoma odpadle. Električna, svetlobna in zvočna napeljava je bila poškodovana ali odklopljena. Po eksploziji so prostovoljci hitro ukrepali, kot so čiščenje kraja, mobilizacija pohištva ter sortiranje poškodovanih elementov in urejanje nepoškodovanih. Postopek prenove je stekel zaradi financiranja številnih donatorjev iz Libanona in drugih držav. Na srečo, kljub neskončnim uničenjem, s katerimi se je stolnica spopadala, se vedno najde nekdo, ki poskrbi za to zgodovinsko in duhovno mesto in vrne njegov glavni pomemben simbol prisotnosti maronitov v glavnem mestu Libanona in njihovega širjenja po celotnem libanonskem ozemlju.